# Torres defensivas de Cantabria

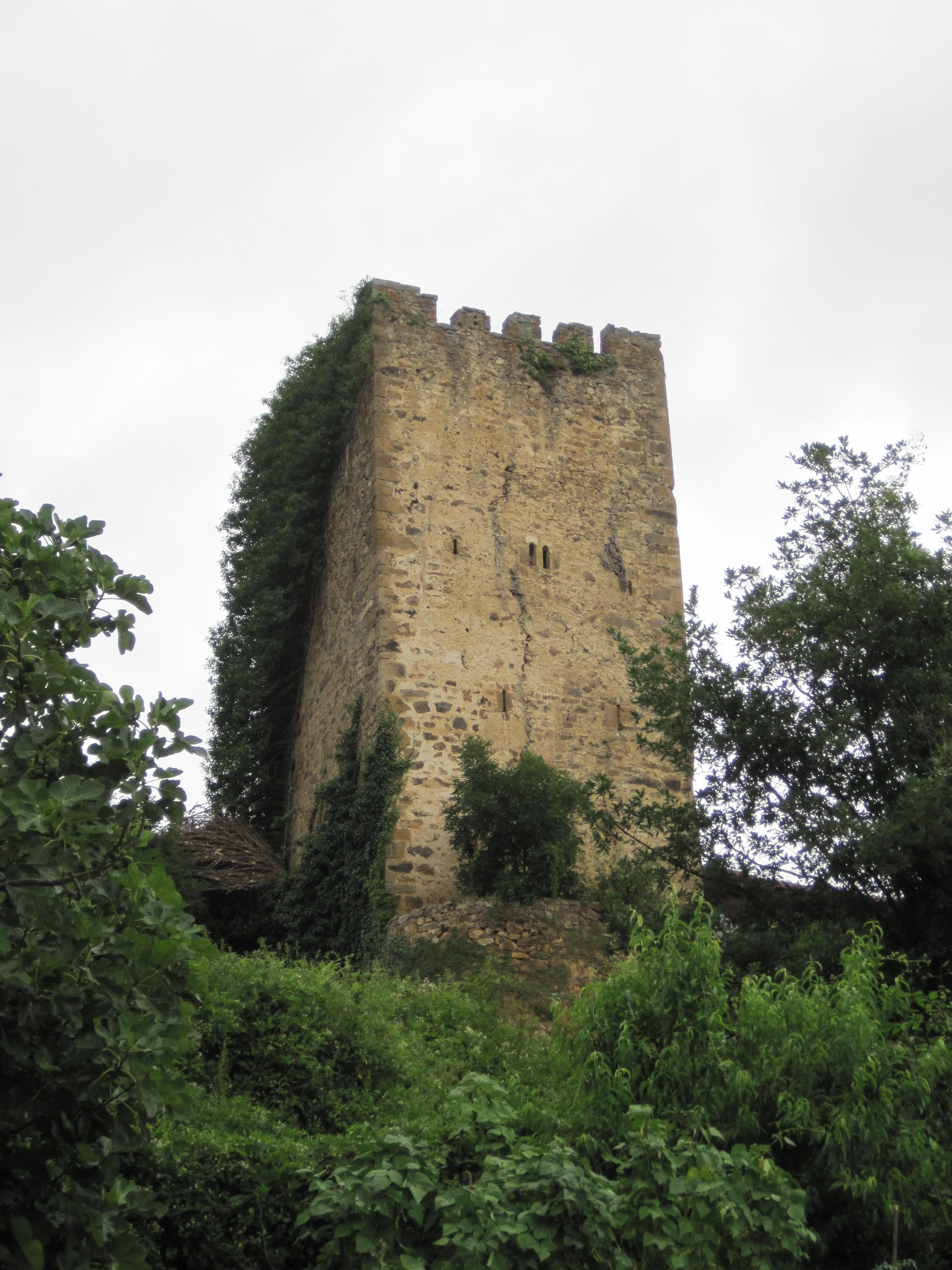
Torre de Mogrovejo.

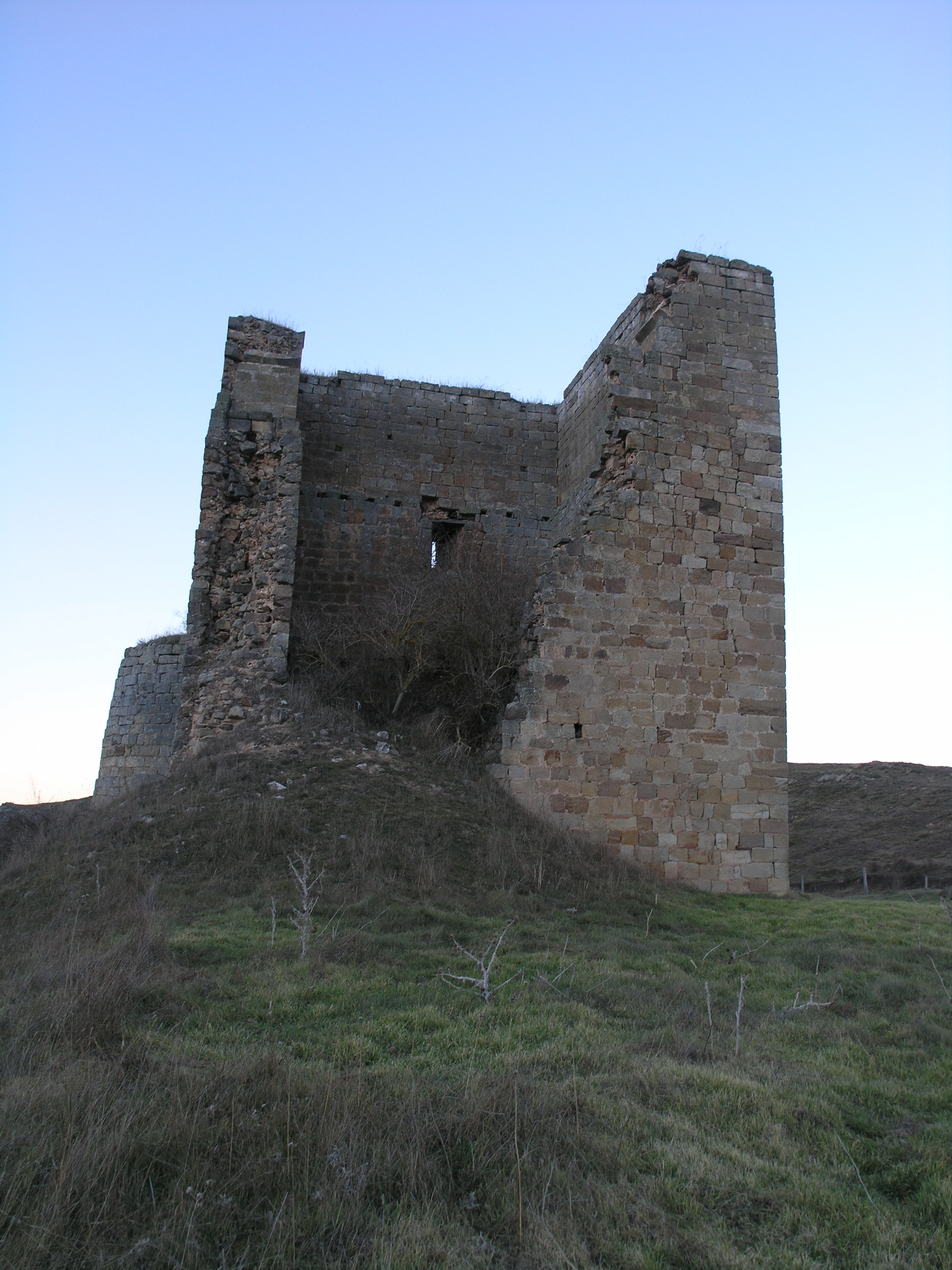
Torre de Ruerrero.

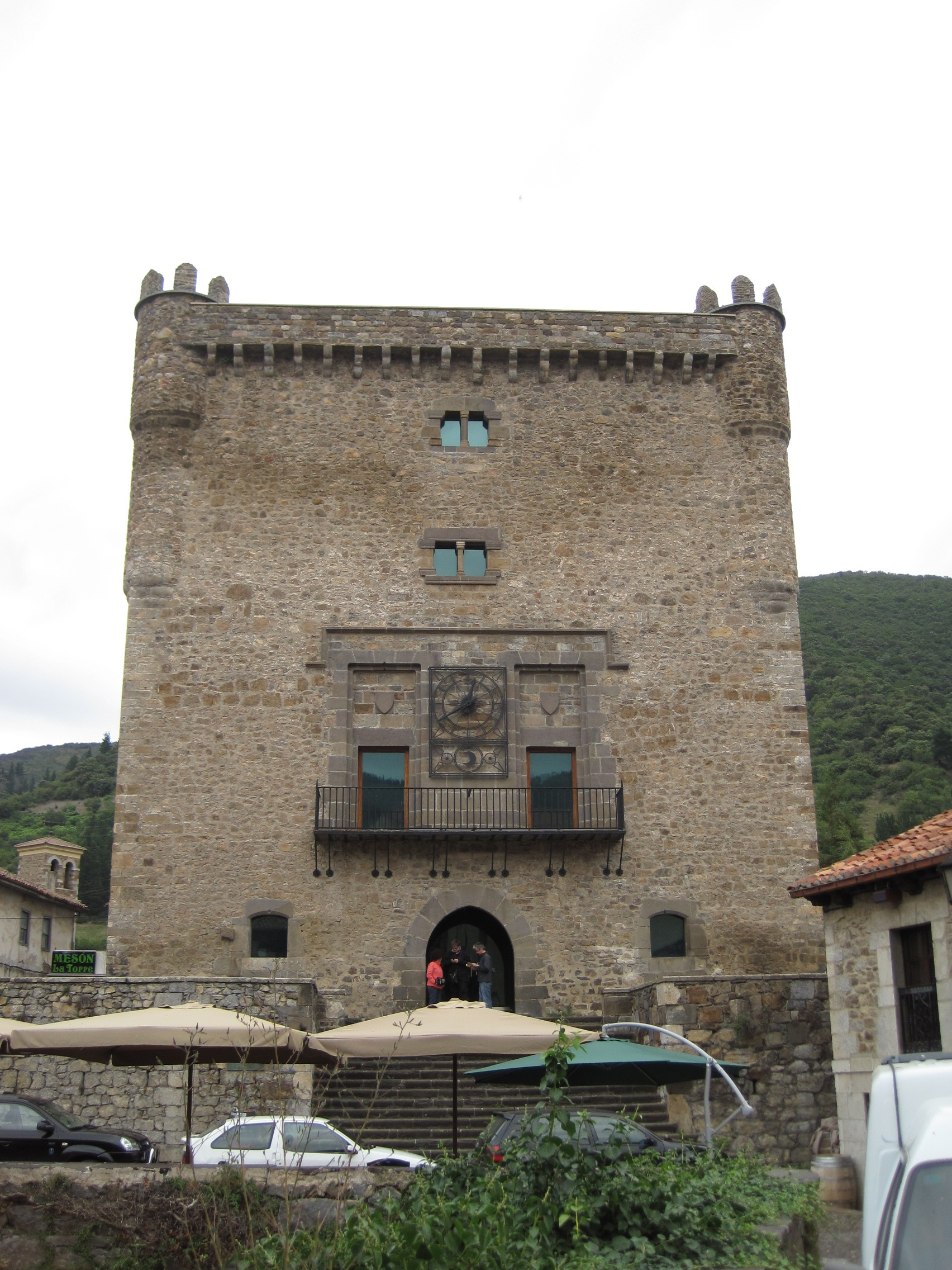
Torre del Infantado.

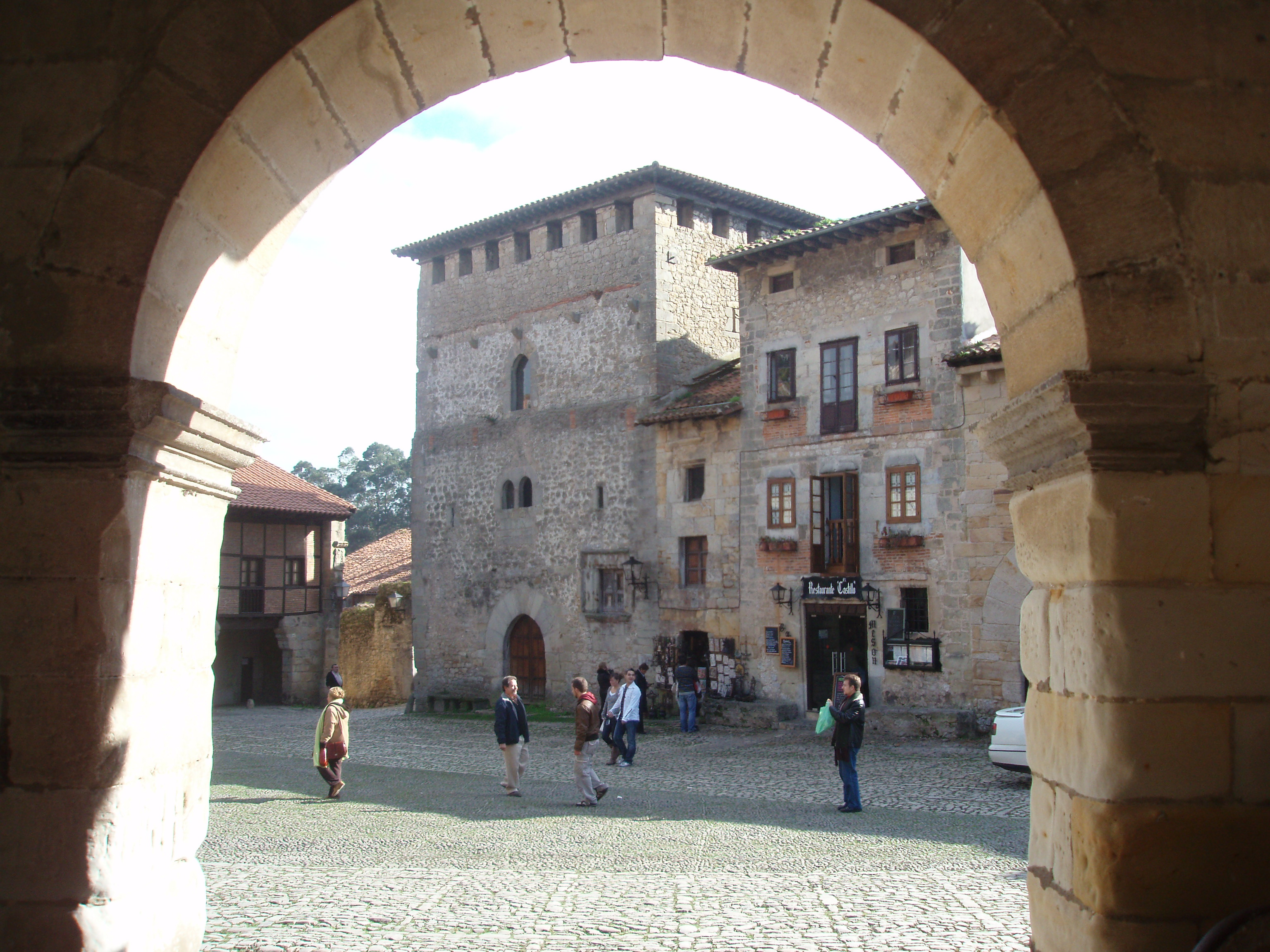
Torre del Merino.

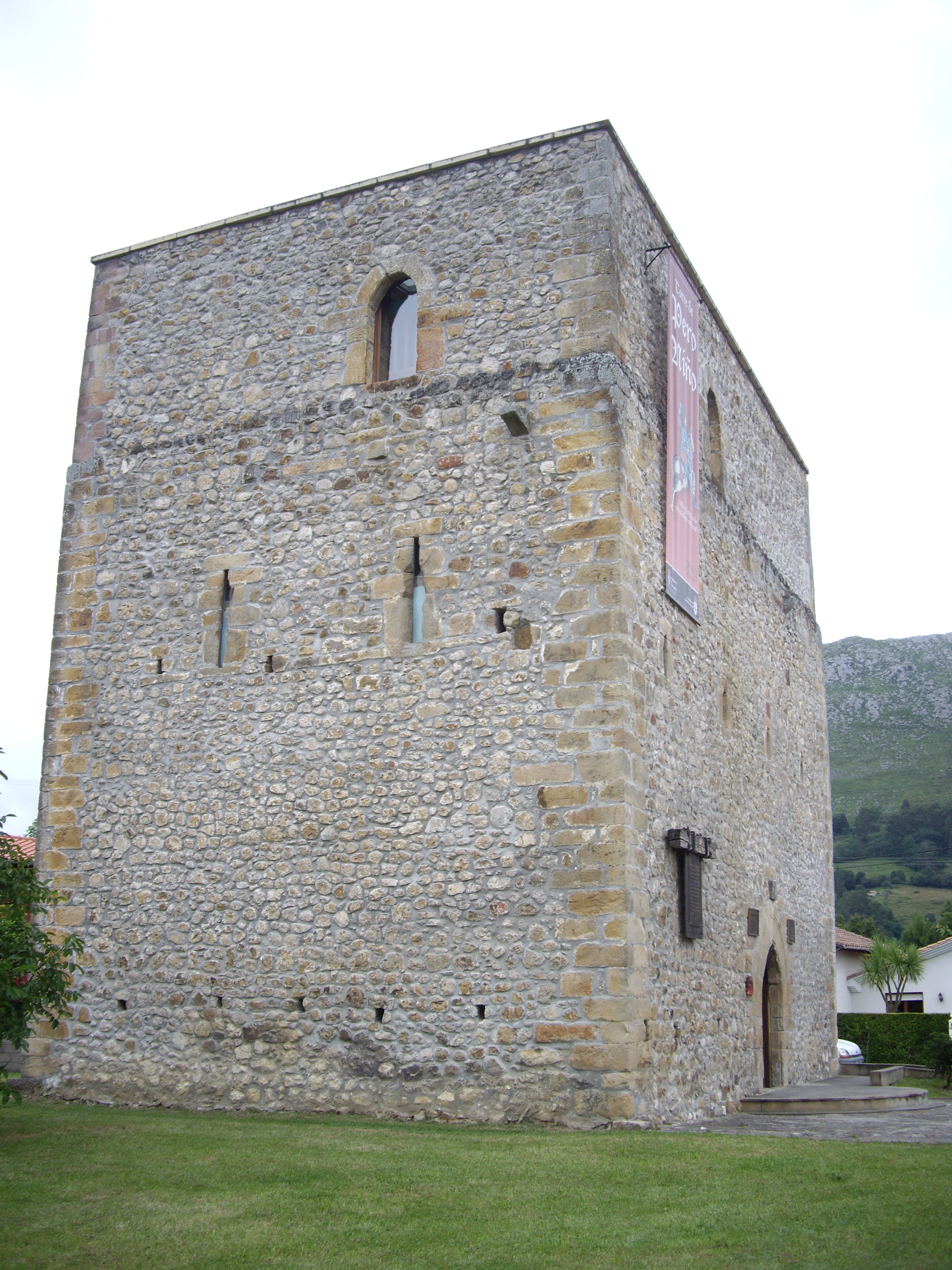
Torre de Pero Niño.

En Cantabria existe un gran número de torres fortificadas que cumplían funciones de vivienda y defensa, y en su época fueron «numerosísimas». Estas construcciones, generalmente almenadas, fueron erigidas en su mayoría entre los siglos XIII y XV por familias hidalgas e influyeron notablemente en la arquitectura montañesa, pasando algunas a ser casas-fuertes, preludio de la futura casona montañesa. Un dato curioso es que no existen en la región torres circulares (a no ser en algunas iglesias), como sí ocurre en la vecina comunidad de Asturias. Actualmente la mayoría de este tipo de torres que siguen en pie o están en un estado deplorable de conservación o han sido tremendamente transformadas.
Las torres y los castillos, que aparecen en los documentos medievales como castellum, fueron muy populares tanto como fortalezas como residencias de hidalgos, alcaldes y señores, y acabaron generalizándose en los valles bajos de Cantabria, construyéndose sobre las lomas y en los pueblos; uno de los mejores ejemplos de las torres urbanas que dieron lugar a poblaciones es la desaparecida Torre de la Vega, génesis de Torrelavega.
Las torres defensivas de Cantabria, por sus características arquitectónicas, sólo pueden compararse con las de las Encartaciones, comarca de Vizcaya aledaña.

## Evolución de las torres cántabras

### Fortificaciones altomedievales
En el territorio ocupado actualmente por Cantabria pueden distinguirse tres etapas en la arquitectura militar medieval. La primera, en torno a las siglos VII y XII, está documentada con una veintena de yacimientos que se corresponden con pequeños castillos, presumiblemente ligados a sendos alfoces, y que constituyen la primera organización del territorio cántabro de índole no monacal. Estos castillos se disponen en lugares altos, fácilmente defendibles y a menudo visibles entre sí. Al final de la etapa los nuevos castillos, relacionados con la fundación de las cuatro villas (Castro Urdiales, Santander, Laredo y San Vicente de la Barquera), son ya más complejos y se ubican en los mismos centros urbanos. Sucesivamente reformados, protagonizarán siglos después la tercera fase junto con el amurallamiento de las villas.
A partir del siglo XIII, con el progresivo aumento del poder señorial, aparecen por toda Cantabria una gran cantidad de torres, más o menos fortificadas, que cubren todo el territorio y de las que aún se conservan bastantes muestras. De la época bajomedieval tan sólo hay un ejemplo en Cantabria que se escapa de esta tipología, el castillo de Argüeso.

### La torre medieval
En el escenario bajomedieval las fortificaciones familiares salpicaron la geografía cántabra con edificaciones destinadas a defender la costa y a la protección frente a las luchas de banderías. Se trata de torres aisladas construidas entre finales del siglo XII y principios del XV, que responden a cierta función militar y de atalaya sobre el territorio. Responden a un estilo gótico, en muchas ocasiones tardío, y no suelen aparecer en núcleos urbanos.
Tienen, como características comunes, plantas cuadradas y muros de mampostería con refuerzos de sillares, ventanas estrechas, ya geminadas o ensaetadas, normalmente una entrada única y pisos de madera. Suelen poseer entre tres y cuatro plantas, estando los servicios en la baja (bodega, saladero), una sala de banquetes y recepción en el primero y las dependencias señoriales en los sucesivos; la escalera principal se situaba cerca de la entrada y era generalmente de madera. Probablemente cada piso estaba libre de divisiones, a excepción de los tapices que ocultaban el lecho señorial, ya que no se han encontrado rastros de tabiques. Algunas poseyeron muralla y foso. En algún caso prácticamente todos los muros son de sillería. La entrada la constituía un arco rebajado flanqueado de saeteras; en el interior, la escalera que arranca junto a ella avanza dos tramos por planta pegada a fachada. El volumen general tiene pocos huecos y genera una apariencia de pesadez. La decoración es prácticamente inexistente. Normalmente estaban rematadas por almenas. En el interior se deja un espacio abierto en el muro junto a la ventana, con un banco, cubierto por un arco rebajado.
La estructura interior consistía en un tronco central de madera que sostenía una gran viga de madera en cada planta, a partir de la cual se forjaba entre ella y los muros de piedra. Sólo a veces aparece un muro de mampostería interior sobre el cual forjar, sustituyendo al pilar de madera.
En algunos casos, pocos, estas torres estaban rodeadas de una alta barbacana que las hacía parecer castillos al estilo de los de Álava. La existencia o no de estos sistemas defensivos (murallas, fosos, contrafosos, barbacanas, etcétera) marca la diferencia tipológica de las torres.

### La casa-torre
Las fortalezas señoriales mantuvieron las tipologías medievales a lo largo del siglo XVI aunque, frente a estas, las viviendas modernas conjugaron la tradición gótica de volumen cúbico, desarrollado en altura, con una mayor apertura al exterior propia de los palacios modernos.
A partir del siglo XVI, con la unión de los Reyes Católicos, que trae un periodo de mayor paz en la región, ya no interesa la función militar, pero las torres siguen construyéndose y conservándose como signo de poderío señorial. Es entonces cuando aparece la casa-torre típica de Cantabria y se amplían o modifican algunas de las atalayas existentes.
Son torreones prismáticos y bajos, a veces reforzados con cuerpos cilíndricos esquineros. Su evolución dará lugar en el siglo XVIII a la casona montañesa, típico ejemplo de palacio cántabro. Es así que algunos palacios barrocos, como el de Soñanes, se construyeron respetando las ruinas de antiguas torres medievales.
Destrucción de las casas-torre
Se sabe que el rey Enrique IV de Castilla mandó derribar en 1403 la torre de Arce; otras fueron derribadas por orden de los Reyes Católicos, especulándose que fueron bastantes, tal y como sucedió en Guipúzcoa y Galicia. Lo cierto es que en 1437 Enrique IV comenzó una campaña para derribar aquellos castillos, fortalezas y casas-torre construidas sin real licencia. Las casas-torre de Guipúzcoa fueron ordenadas demoler en el año 1457. En el 1500, Isabel y Fernando continuaron ese legado.

## Torres defensivas de Cantabria
En esta lista aparecen torres, torres fortificadas y casas-torre (casas fortificadas) de Cantabria construidas entre los siglos XII y XVII. No se listan los castillos de la región; cuando aparece el apelativo castillo se refiere al nombre popular, que no refleja la tipología real.
| Imagen | Nombre                                 | Siglo(s)               | Municipio                   | Figura de protección                | Notas |
| ------ | -------------------------------------- | ---------------------- | --------------------------- | ----------------------------------- | --- |
|        | Torre de Cabanzón                      | siglo XII              | Herrerías                   | Bien de interés cultural (1992)     | Posee barbacana bastante bien conservada, alta y con saeteras. Está desmochada.                                                                                                |
|        | Casa-torre de los Calderón de La Barca | siglo XII              | Santillana del Mar          | Bien de interés local (2002)        | Antigua torre medieval transformada en casa-torre. Poseía foso y barbacana. |
|        | Castillo de Agüero                     | siglo XIII             | Marina de Cudeyo            | Ley 16/1985                         | Forma ancheada y baja, lo que le vale el nombre de castillo, aunque no se parezca a los castellanos.                                                                           |
|        | Torre de Mogrovejo                     | siglo XIII             | Camaleño                    | Bien de interés cultural (1985)     | Torre medieval transformada después en casa-torre, con muro perimetral. |
|        | Castillo de Montehano                  | siglo XIII             | Escalante                   | Bien de interés cultural (1993)     | Posee barbacana y torreones ciegos en las esquinas. |
|        | Torre de Estrada                       | siglo XIII             | Val de San Vicente          |                                     | Posee muralla y capilla. |
|        | Torre de Carrejo                       | siglo XIII             | Cabezón de la Sal           | Bien de interés cultural (1984)     | Transformada en palacio en el siglo XVIII. Hoy en día es el Museo de la Naturaleza de Cantabria.                                                                               |
|        | Torre de Proaño                        | siglo XIII             | Hermandad de Campoo de Suso | Bien de interés cultural (¿?)       | |
|        | Torre La Guerra                        | siglo XIII             | Mazcuerras                  |                                     | Convertida en casa-torre en el siglo XV y después ampliamente reformada. |
|        | Torre de las Henestrosas               | siglo XIII             | Valdeolea                   | Ley 16/1985                         | Torre convertida luego en castillo. |
|        | Torre de Hojamarta                     | siglo XIII             | Reocín                      | Bien de interés cultural (1982)     | A su lado se construyó el palacio de los Bustamante de Quijas. |
|        | Torre de Quijas                        | siglo XIII             | Reocín                      |                                     | |
|        | Torre de Velo                          |                        | Piélagos                    |                                     | Gran torreón situado en la localidad de Puente Arce. |
|        | Torre de Venero                        |                        | Arnuero                     | Ley 16/1985                         | Reconstruida después de haberse desplomado uno de sus muros. |
|        | Torre de Cabrahigo                     | siglo XIV              | Arnuero                     | Bien de interés cultural (1992)     | La torre se encontraba en ruinas realizandose una rehabilitación integral a finales del siglo XX.                                                                              |
|        | Castillo de Allendelagua               | siglo XIV              | Castro Urdiales             | Ley 16/1985                         | Sólo se conservan los arranques de los muros. |
|        | Torre de Gajano                        | siglo XIV              | Marina de Cudeyo            |                                     | Reformada en el siglo XVI. Posee un lucernario del XIX. |
|        | Torre del Condestable                  |                        | Colindres                   | Ley 16/1985                         | Se construyó un palacio alrededor, con lo cual la torre pasó a ser parte integrante del mismo.                                                                                 |
|        | Torre del Infantado                    | siglo XIV              | Potes                       | Bien de interés cultural (1983)     | |
|        | Torre de Pero Niño                     | siglo XIV              | San Felices de Buelna       | Bien de interés cultural (1983)     | Muy transformada. |
|        | Torre del Merino                       | siglo XIV              | Santillana del Mar          |                                     | |
|        | Torre de Ruerrero                      | siglo XIV              | Valderredible               | Bien de interés cultural (1992)     | Se conservan restos de un foso. Tiene un cuerpo cilíndrico a modo de contrafuerte.                                                                                             |
|        | Torre de San Martín de Hoyos           | siglo XIV              | Valdeolea                   | Bien de interés cultural (¿2004?)   | |
|        | Torre del Pontón                       | siglo XIV              | Peñarrubia                  |                                     | El exterior se conserva íntegro. |
|        | Torre de la Vega                       | siglo XIV              | Comillas                    | Ley 16/1985                         | Reformada. |
|        | Torre de don Beltrán de la Cueva       | siglo XV (o siglo XVI) | Santillana del Mar          | Bien de interés cultural (1981)     | Lleva adosado un palacio. |
|        | Torre de los Velasco                   | siglo XV               | Soba                        | Bien de interés cultural (1992)     | |
|        | Torre de San Martín de la Arena        | siglo XV               | Suances                     |                                     | |
|        | Torre de Don Borja                     | siglo XV               | Santillana del Mar          |                                     | Probablemente fue construida sobre una torre medieval anterior. |
|        | Torres de Bores                        | siglo XV               | Vega de Liébana             |                                     | Dos torres similares en el camino al barrio de Campo (Bores). Una de ellas se encuentra medianamente bien conservada, mientras que a la otra le faltan partes y amenaza ruina. |
|        | Torre de los Bustamante                | siglo XV               | Campoo de Yuso              | Bien de interés cultural (1985)     | Dos torres similares aledañas fueron derribadas en el siglo XVIII por amenazar ruina.                                                                                          |
|        | Torre de Terán                         | siglo XV               | Cabuérniga                  |                                     | Rehabilitada. |
|        | Torreón de Cartes                      | siglo XV               | Cartes                      | Bien de interés cultural (1985)     | |
|        | Torre de Orejón de la Lama             | siglo XV               | Potes                       |                                     | Situada en el barrio de Sol. Tres niveles y relativamente buena conservación.                                                                                                  |
|        | Torre de Villegas                      | siglo XV               | Santiurde de Toranzo        | Bien de interés cultural (1992)     | Casa fortificada de estilo renacentista. |
|        | Casa-torre de los Alvarado             | siglo XVI              | Medio Cudeyo                |                                     | |
|        | Torre de Cadalso                       | siglo XVI              | Valderredible               | Bien de interés cultural (1992)     | |
|        | Torre de los Barreda                   | siglo XVI              | Suances                     |                                     | Situada en Cortiguera, perteneció antiguamente a una fortaleza desaparecida.                                                                                                   |
|        | Torre de los Ezquerra                  | siglo XVI              | Soba                        |                                     | |
|        | Torre de Gómez de Bárcena              | siglo XVI              | San Miguel de Aguayo        |                                     | Buen estado de conservación. |
|        | Torre de Hoz                           | siglo XVI              | Laredo                      | Ley 16/1985                         | |
|        | Casa-torre de los Zorrilla             | siglo XVI              | Soba                        |                                     | |
|        | Torre de Pronillo                      |                        | Santander                   | Ley 16/1985                         | Transformada en palacio a mediados del siglo XVI. Rehabilitada en 2012. |
|        | Casa-torre de Riva Herrera             | siglo XVI              | Marina de Cudeyo            | Bien de interés cultural (1992)     | |
|        | Casa-torre de Ruiz Bustamante          | siglo XVII             | Corvera de Toranzo          | Conjunto histórico-artístico (1985) | |
|        | Torre de Agüero                        | siglo XVII             | Corvera de Toranzo          | Ley 16/1985                         | Edificio de dos plantas añadido posteriormente. Buen estado de conservación.                                                                                                   |
|        | Casa-torre de Bustamente Rueda         | siglo XVII             | Corvera de Toranzo          |                                     | Conjunto histórico-artístico (1985) |
|        | Torre de Caviedes                      | siglo XVIII            | Valdáliga                   |                                     | Existía en Caviedes otra torre, del siglo XIII, hoy desaparecida. |
|        | Torre de Acereda                       | Desconocida            | Santiurde de Toranzo        |                                     | Totalmente arruinada. Fue destruida en el siglo XV por el marqués de Aguilar de Campoo y conde de Castañeda Garci Fernández Manrique.                                          |
|        | Torre de Barriomonte                   |                        | Guriezo                     | Ley 16/1985                         | |
|        | Torre de Berdeja                       |                        | Peñarrubia                  |                                     | Sólo quedan los cimientos. |
|        | Torre de Carasa                        |                        | Voto                        | Ley 16/1985                         | |
|        | Torre de Ceballos                      |                        | Corvera de Toranzo          |                                     | |
|        | Castillo de Cobejo                     |                        | Molledo                     |                                     | Torre medieval en ruinas que probablemente realizaba el cobro del portazgo por entrar en la Asturias de Santillana.                                                            |
|        | Torre de Cos                           |                        | Mazcuerras                  |                                     | |
|        | Torre de Donadío                       |                        | Selaya                      |                                     | Torre medieval embutida en una construcción del siglo XVIII para su conversión en palacio.                                                                                     |
|        | Torre de Espina                        |                        | Ampuero                     | Ley 16/1985                         | |
|        | Torre de Hoznayo                       |                        | Entrambasaguas              | Ley 16/1985                         | |
|        | Torre de Jado                          |                        | Argoños                     |                                     | Ley 16/1985 |
|        | Torre de Mazcuerras                    |                        | Mazcuerras                  | Ley 16/1985                         | |
|        | Torre de Otañes                        |                        | Castro Urdiales             | Ley 16/1985                         | Se han anexado edificios en dos de sus lados, convirtiéndola en casa-torre. |
|        | Torre de Penagos                       |                        | Penagos                     | Ley 16/1985                         | |
|        | Torre de Piedrahíta                    |                        | Peñarrubia                  |                                     | Conserva sólo algunos lienzos de muros. |
|        | Torre del Rebollar                     |                        | Arnuero                     |                                     | Ley 16/1985 |
|        | Torre de Roiz                          |                        | Valdáliga                   |                                     | |
|        | Torre de Rubín de Celis                |                        | Rionansa                    |                                     | |
|        | Torre de Ruente                        |                        | Ruente                      |                                     | Convertido en hotel. |
|        | Torre de San Miguel de Aguayo          |                        | San Miguel de Aguayo        | Ley 16/1985                         | |
|        | Torre de San Telmo                     |                        | Suances                     | Ley 16/1985                         | Sólo se conserva parte de dos de sus muros. |
|        | Torre de Secadura                      |                        | Voto                        | Ley 16/1985                         | |
|        | Torre de los Señores de Isla           |                        | Arnuero                     |                                     | |
|        | Torre de Treto                         |                        | Bárcena de Cicero           | Ley 16/1985                         | |
|        | Torre de Velo                          |                        | Piélagos                    | Bien de interés cultural (1983)     | Torre medieval ampliada y cercada para convertirla en recinto palaciego durante los siglos XVI y XVII, situada en Renedo.                                                      |
|        | Torre de la Villa                      |                        | Marina de Cudeyo            | Ley 16/1985                         | |
|        | Torre de Villacarriedo                 |                        | Villacarriedo               | Bien de interés cultural            | Actualmente forma parte del palacio de Soñanes, que se edificó en torno suyo, conservándola.                                                                                   |
|        | Torre de Villapresente                 |                        | Reocín                      |                                     | Destruida por un rayo en 2007. |
|        | Castillo de Villegas                   |                        | Alfoz de Lloredo            |                                     | |
|        | Castillo de Vispieres                  |                        | Santillana del Mar          | Ley 16/1985                         | Restos de una torre fortificada edificada sobre ruinas romanas y castrenses.                                                                                                   |
|        | Torre de Zurita                        |                        | Piélagos                    | Ley 16/1985                         | |